# Mauro Rodríguez Cuesta
Mauro Rodríguez Costa (Vigo, Galícia, 15 de gener de 1932) és un exfutbolista professional espanyol que jugava en la posició de davanter. Va jugar set temporades seguides a Primera Divisió, les cinc primeres amb el RC Celta de Vigo entre 1953 i 1958, i les dues darreres amb el Reial Saragossa entre 1958 i 1960.

## Clubs
| Club              | Anys      |
| ----------------- | --------- |
| Sárdoma C. F.     | 1948-1949 |
| Club Berbés       | 1949-1950 |
| S.D. Ponferradina | 1950-1952 |
| Real Avilés       | 1952-1953 |
| Celta de Vigo     | 1953-1958 |
| Reial Saragossa   | 1958-1960 |
| Llevant U. E.     | 1960-1962 |